# 아에로플로트의 사건 및 사고
이 문서는 아에로플로트에서 일어난 항공 사고를 다룬다.

## 주요 사건
- 1982년 7월 6일 아에로플로트 411편이 이륙 도중 추락해 탑승 중이던 승무원과 승객을 포함해 90명 전원이 사망하였다.[1]
- 1994년 3월 23일 모스크바 셰레메티예보 국제공항을 출발해 홍콩의 카이탁 공항으로 가던 아에로플로트 593편 에어버스 A310-300 여객기가 추락하여 탑승객 75명 전원이 사망했다. 당시 여객기의 기장이 조종 자격이 없는 자신의 15세 아들을 조종석에 앉혀놓고 조종을 시켰으며, 이때 자동조종장치가 풀려 아들이 그 사실을 기장에게 말했으나 기장은 이를 무시하고 추락하는 비행기를 살리려다 발생했다.
- 1995년 12월 7일 하바롭스크로 가던 투폴레프 Tu-134 여객기가 이륙 도중 사라진 사고로 탑승객 97명이 사망하였고, 기체의 경우 나중에 태평양 해안 인근 산에서 발견되었다.
- 2008년 9월 14일 페름으로 가던 아에로플로트 821편 보잉 737-500 여객기가, 술에 취한 조종사의 과실로 인한 추락사고로 88명의 탑승객 전원이 사망했다.
- 2014년 6월 3일 셰레메티예보 국제공항에서 아에로플로트 소속 RA-96010 기체에서 조종석에서 화재가 발생해 기내로 번지면서 기체가 전소되었지만, 다행히도 인명피해는 없었다.
- 2019년 5월 5일 무르만스크로 가던 아에로플로트 1492편 슈퍼젯100-95B 여객기가, 모스크바 셰레메티예보 공항으로 회항하였으나 착륙도중 벼락을맞아 78명중 37명이 생존하였다.